# Albert Rozeman
Albert Rozeman (1922-1984) was een Nederlandse verzetsstrijder tijdens de Tweede Wereldoorlog.
De student Albert Rozeman (verzetsnaam "Victor") kwam uit Hoogeveen en was lid van de in 1943 opgerichte verzetsgroep van Jan Gunnink (verzetsnaam "Ome Hein"), de latere Knokploeg Meppel samen met Fokke Jagersma, Jan Naber ("Nico"), Gerrit de Boer, Henk Potman en de drie zonen van Gunnink, Klaas, Hendrik en Gerrit.
Hij was een neef van een andere verzetsstrijder, Albert Jan Rozeman van de LO. Samen met Jan Naber (verzetsnaam "Nico") vormde hij de zogenaamde NV (Nico, Victor). Hun verzetsnamen kozen ze omdat Victor in het Latijn overwinnaar betekent en de naam Nico komt van het Griekse "Nikè" wat overwinning betekent. De NV was een begrip in het verzet. Ze werkten met zijn tweeën aan acties, of sloten ze zich aan bij andere knokploegen. Zo werkten ze in 1943 samen met Johannes Post en later met de KP-Meppel.